# Núi Yakushi
Núi Yakushi (薬師岳 Yakushi-dake) là một trong 100 núi nổi tiếng Nhật Bản, đạt chiều cao 2.926 m (9.600 ft). Tọa lạc tại dãy núi Hida ở quận Toyama, Nhật Bản. Núi này được chỉ định thuộc vườn quốc gia Chūbu-Sangaku vào ngày 4, tháng 12 năm 1934.